# Ronov nad Doubravou (stacja kolejowa)
Ronov nad Doubravou – stacja kolejowa w miejscowości Ronov nad Doubravou, w kraju pardubickim, w Czechach Znajduje się na wysokości 260 m n.p.m.
Na stacji nie ma możliwości zakupu i rezerwacji miejsc, a obsługa podróżnych odbywa się w pociągu.

## Linie kolejowe
- 236 Čáslav - Třemošnice